# Consonne sonore
Une consonne sonore, ou voisée, est une consonne, en phonétique articulatoire, qui est articulée avec une vibration des cordes vocales qui donne un son sonore. Au contraire, une consonne sourde, ou non voisée, est articulée sans de telles vibrations.

## En français
Les occlusives et fricatives orales sonores du français s'opposent à leur contrepartie sourde :
- explosives : 
  - /b/ ~ /p/ : bas ~ pas ;
  - /d/ ~ /t/ : doux ~ toux ;
  - /g/ ~ /k/ : gars ~ cas.
- fricatives :
  - /v/ ~ /f/ : vin ~ fin ;
  - /z/ ~ /s/ : baiser ~ baisser ;
  - /ʒ/ ~ /ʃ/ : bouge ~ bouche.

Le voisement n'est pas en français un trait phonologique des nasales, qui sont généralement sonores : /m/ possède un allophone sourd en position finale après une constrictive sourde : mu [my] - asthme [asm̥]. Néanmoins, plusieurs langues ont un contraste phonémique entre les deux, comme le birman.